# Let’s Play Birds
Let’s Play Birds – singel zwiastujący debiutancką płytę Fismolla zatytułowaną At Glade. Prapremiera odbyła się w radiowej Trójce dnia 20 kwietnia 2013 r.w audycji Marka Niedźwieckiego, "Markomanii". Dzień później singel został wyróżniony w Programie III Polskiego Radia jako tzw. Piosenka Dnia. Oficjalna premiera odbyła się miesiąc później.

## Notowania
| Lista                              | Pozycja |
| ---------------------------------- | ------- |
| Lista Przebojów Programu Trzeciego | 23      |
| Lista Przebojów UWUEMKA            | 2       |
| Lista Przebojów Radia Merkury      | 1       |
| Aferzasta Lista Przebojów          | 2       |

## Teledysk
Wideoklip opublikowano 20 maja 2013 r. w serwisie YouTube.